# Tritoniopsis nervosa
Tritoniopsis nervosa är en irisväxtart som först beskrevs av John Gilbert Baker, och fick sitt nu gällande namn av Gwendoline Joyce Lewis. Tritoniopsis nervosa ingår i släktet Tritoniopsis och familjen irisväxter. Inga underarter finns listade i Catalogue of Life.